# 任文燦
任文燦（1863年—？），字遠煇、璧東，廣東廣州府花縣（今廣東省花縣東北花城）人，清朝政治人物、進士出身。
光緒十四年（1888年），中舉；光緒十六年（1890年），登進士，同年五月，改翰林院庶吉士，光緒十八年五月，散館，著以部属用。宣統二年（1910年），任度支部主事。